# لوکومبا
لوکومبا (به اسپانیایی: Locumba) یک منطقهٔ مسکونی در پرو است که در منطقه تاکنا واقع شده‌است.